# 1896 a vasúti közlekedésben
Ez a szócikk a 1896-ban történt vasúti eseményeket mutatja be.

## Események Magyarországon
- július 15. – Átadják a Kaposvár és Fonyód közötti vasutat.
- augusztus 2. – Megnyílik a vasút Pápa és Csorna között.
- október 11. – Felavatják az Aszód–Balassagyarmat–Ipolytarnóc (–Losonc) vasútvonalat
- november 3. – Átadják a forgalomnak az Újpesti vasúti hidat.
- december 16. – Megnyitják a Cuha-völgyi vasútvonalat